# Міжнародна організація роботодавців
Міжнародна організація роботодавців (англ. International Organisation of Employers, IOE) — неурядова організація, що представляє інтереси роботодавців на високому міжнародному рівні в області соціально-трудових відносин. Організація з 1920 року має консультативний статус при Міжнародній організації праці і діє як певний секретаріат для представлення работодавців, які беруть участь у всіх заходах Міжнародної організації праці.

## Склад і керівництво
Міжнародна організація роботодавців об'єднує 128 національних союзів та конфедерацій. Генеральний секретар Міжнародної організації роботодавців — Роберто Суарез Сантос.
Інтереси українських роботодавців у цій організації представляє Федерація роботодавців України, що є повноправним членом МОР.

## Історія
Міжнародна організація роботодавців створена в 1920 році і є єдиною міжнародною організацією, що представляє інтереси бізнесу у сфері трудової та соціальної політики.
На сьогодні організація налічує 142 національні організації роботодавців з 136 країн по всьому світу.
Місія Міжнародної організації роботодавців — захист інтересів роботодавців на міжнародному рівні, зокрема в Міжнародній організації праці.
Діяльність організації направлена на поліпшення міжнародної трудової і соціальної політики задля забезпечення конкурентоспроможності підприємств, а також на створення сприятливого середовища для бізнесу, розвитку виробництва, створення нових робочих місць.
Міжнародна організація роботодавців діє як Секретаріат сторони роботодавців на Міжнародних трудових конференціях Міжнародної організації праці, в Правлінні МОП та інших заходах МОП.
Для впевненості в тому, що голос бізнесу почутий на міжнародному та національному рівнях, Міжнародна організація роботодавців зацікавлена в створенні представницьких організацій роботодавців, так само як і в країнах, що розвиваються, так і в країнах, що знаходяться на шляху до ринкової економіки.
МОР є зв'язуючим ланцюгом для обміну інформацією, поглядами і досвідом між роботодавцями всього світу. Організація відома як канал для комунікацій і представлення точки зору роботодавців всім спеціалізованим організаціям ООН та іншим міжнародним організаціям.